# Roman River
Roman River är ett vattendrag i Storbritannien.   Det ligger i riksdelen England, i den sydöstra delen av landet, 80 km nordost om huvudstaden London.